# Brachystelma micranthum
Brachystelma micranthum är en oleanderväxtart som beskrevs av Ernst Meyer. Brachystelma micranthum ingår i släktet Brachystelma och familjen oleanderväxter. Inga underarter finns listade i Catalogue of Life.